# Cercosaura schreibersii
Cercosaura schreibersi es una especie de lagarto de la familia Gymnophthalmidae. La especie es endémica de América del Sur. 

## Etimología
El epíteto específico, schreibersii, es en honor al naturalista austriaco Carl Franz Anton Ritter von Schreibers.

## Identificación
Los adultos alcanzan los 50 mm, con la cola representando el doble del tamaño del cuerpo. El color es generalmente marrón, aunque es posible encontrar individuos con una tonalidad más clara.  

## Dieta
Se alimenta de artrópodos, principalmente arañas. 

## Distribución
C. schreibersii se encuentra en Argentina, Bolivia, Brasil, Paraguay y Uruguay.

## Hábitat
Los hábitats naturales preferidos de C. schreibersii son bosques, sabanas, matorrales y pastizales .

## Subespecies
Se reconocen dos subespecies como válidas, incluida la subespecie nominotípica . 
- Cercosaura schreibersii albostrigatus (Griffin, 1917)
- Cercosaura schreibersii schreibersii Wiegmann, 1834

Nota bene: Un trinomio de autoridad entre paréntesis indica que la subespecie se describió originalmente en un género distinto a Cercosaura.

## Reproducción

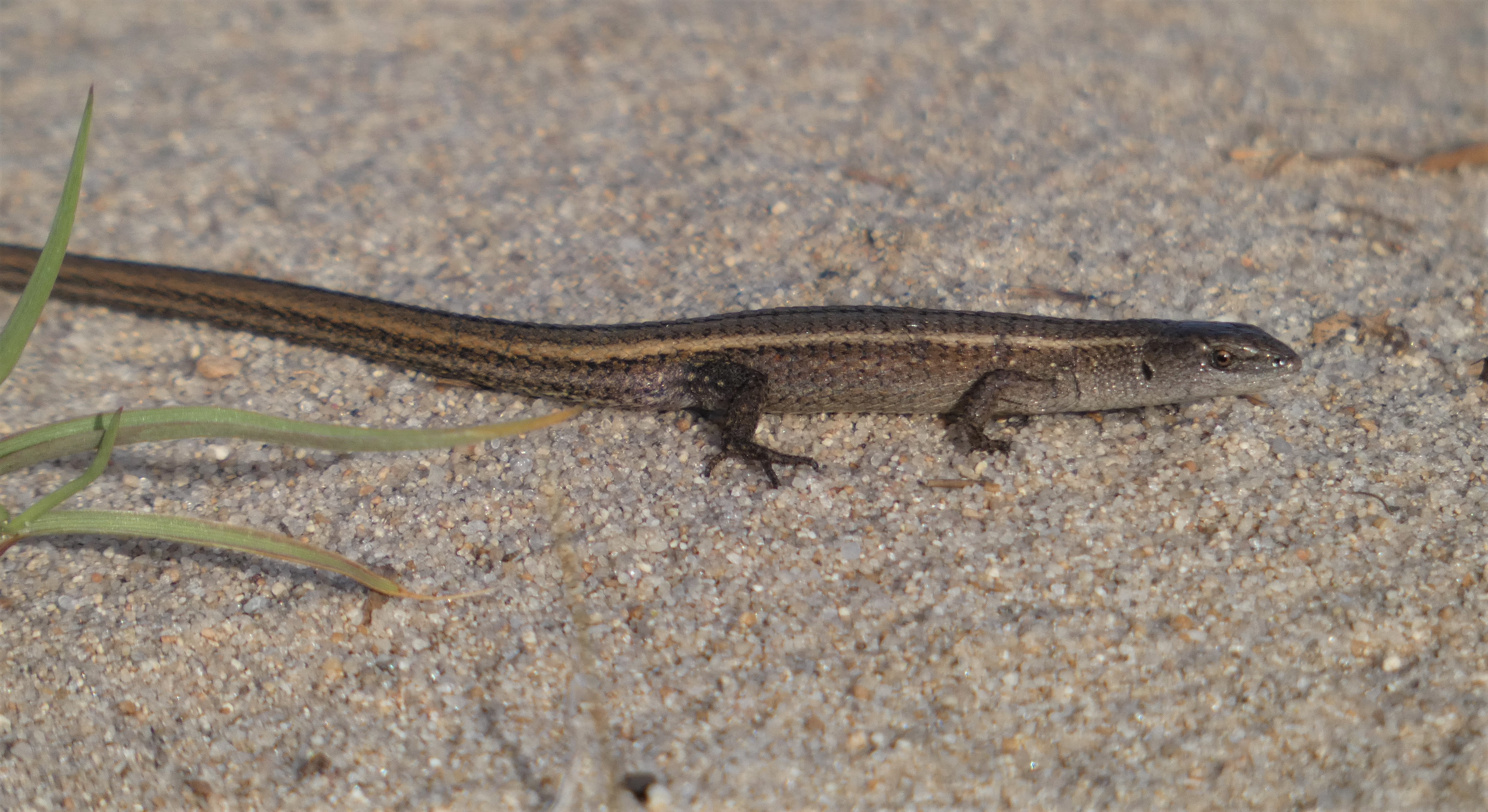
Ejemplar de camaleón marrón (Cercosaura schreibersii), Uruguay. Museo Nacional de Historia Natural de Uruguay.

C. schreibersii es ovípara. Durante su época de reproducción, de septiembre a diciembre, ponen dos huevos de alrededor de 9 mm.